# 名取号轻巡洋舰
名取号轻巡洋舰（日语：／ Natori ?）是日本帝國海軍的一艘二等巡洋舰（轻巡洋舰），为长良级4号舰，属于5500吨级巡洋舰的第二批次之一。本舰参与了太平洋战争，长期在南太平洋一带活动，在战争后期遭美军潜艇击中沉没，并以“名取奥德赛”（幸存者们以划艇返回菲律宾的行动）而闻名。
本舰舰名来源于陸前國（今宮城縣内）的名取川。

## 舰历

### 建成至战前
名取号轻巡洋舰是大正年间，日本海军大量建造的5500吨级轻巡洋舰中，长良级的3号舰，于1920年12月14日在三菱造船的长崎造船所开工建造，1922年2月16日下水，1922年9月15日正式服役。
1927年12月，名取编列入第二舰队第2水雷战队（时任战队司令为馆明次郎海军少将）并担任旗舰。
1932年至1933年前后，日军对名取进行了改装，在5、6号主炮之间安装了吴式二号三型推进器，原来的滑行导轨台也随之拆除。舰体的改动包括增大舰桥后部的甲板室，罗经舰桥加装封闭外板和帆布天篷；换装新式的4米测距仪（同级姊妹舰大多安装的是3.5米或4.5米测距仪，只有名取单舰采用4米测距仪）；原两门76毫米高射炮改为两座双联装13毫米防空机枪，原两挺6.5毫米机枪改为7.7毫米机枪，并在原来滑行平台的位置安装一座英国维克斯双联装40毫米“砰砰”炮。
1933年5月，名取转入第一舰队第7战队。1935年11月，改编到驻佐世保的警备战队。1936年12月，转入第一舰队第8战队（时任战队司令为南云忠一海军少将），参加了在南中国方面的行动。1938年12月，编入第五舰队第9战队，以馬公市为基地，进行在南中国的作战。
1937年，除鬼怒外的长良级5舰接受了第二次大改装。名取的改装包括将原有的3部900毫米探照灯更换成九二式1100毫米探照灯；两座双联装13毫米机枪更换为两座双联装25毫米机关炮。这次改装使得全舰满载吨位达到了将近8000吨，航速也减慢到32節（59.3每小時）。而居住条件比起改装前也要更差了。
1937年7月7日，七七事变爆发。当天第八战队（由良、名取、鬼怒）即返回佐世保，准备为海军向上海增派部队一事进行护航。同年8月9日，上海发生“大山勇夫事件”，正在佐世保待命的第八战队和第一水雷战队立即搭载着1200名海军陆战队士兵前往上海，11日晚完成登陆。13日八一三事变爆发，留守上海的日军舰艇立即投入战斗。17日早上，第八战队司令南云忠一海军少将率队（名取、由良、鬼怒、川内）进入黄浦江炮击大场、江湾一带的中国炮兵阵地。22-23日，日本陆军组建的上海派遣军开始在吴淞、川沙口附近登陆，多艘日舰进行炮击支援。
1939年9月，转为预备舰，在舞鶴市为了作为旗舰而进行改造。
1940年，有关方面对名取实行改造，旨在加强防空和夜战能力。11月，转为第二遣支舰队第5水雷战队（时任战队司令为原显三郎海军少将）的旗舰。1941年4月，五水战编入第三舰队旗下，参加了入侵法屬印度支那的作战。

### 太平洋战争
太平洋战争爆发后，名取参加了日军对菲律宾的一系列作战。12月10日，在日军进攻阿帕里的战斗中，美军B-17轟炸機空袭了日军登陆场，若干近失弹对名取造成轻伤，一个油库损坏泄露；舰上7人死亡，15人负伤。随后名取参加了林加延湾战役。12月31日，名取编入马来亚部队，在第二次马来亚登陆作战中担任掩护角色。
1942年1月，名取加入兰印部队（日军对进攻荷属东印度的部队的称呼），参加了荷蘭東印度群島戰役中的爪哇岛登陆战。2月底，第七战队（最上、三隈）、五水战（旗舰依然是名取）护送着第2师团的56艘运输船从金兰湾起程，目标直指巴达维亚。3月1日0时前后，日军负责警戒登陆场的驱逐舰在夜色中，发现了美军重巡休斯敦号和轻巡珀斯号，巽他海峡战役爆发。原显三郎吸引两艘盟军巡洋舰远离登陆场，同时发信息请求第七战队两艘重巡的支援。然而珀斯号发射的照明弹照亮了日军运输船，两舰遂对名取弃之不顾直奔登陆场，迫使五水战仓促应战。当晚五水战名取和各驱逐舰共发射了28枚鱼雷，无一命中；盟军巡洋舰用4枚鱼雷作为回应，也全部脱的。01:19最上、三隈赶到，最终击沉了这两艘巡洋舰。另外01:30前后多枚鱼雷冲入万丹湾内，击沉日本运输船佐仓丸，重创龙城丸、蓬莱丸、龙野丸，第16军司令今村均中将落水。有作者认为这批鱼雷其实是日本人自己发射的鱼雷，由于九三式鱼雷出色的航程才导致了误击。
同年3月10日，名取作为第二南遣舰队第16战队（司令依然为原显三郎）的旗舰，与长良、五十铃、鬼怒一同，在东印度洋一带遂行警戒任务。12月1日，在帝汶岛附近，日军侦察机发现了一支澳大利亚舰队（护航艇阿米代尔号、卡索曼号，改装护航艇库尔号），名取、鬼怒奉命出动前往攻击该支盟军舰队，但没能遭遇敌军。期间澳大利亚飞机对名取展开过空袭，但没有命中。其后名取又曾负责向荷兰地亚运送海军陆战队。
1943年1月6日，鱼雷艇友鹤在多博湾入口遭遇美军空袭而负伤。1月8日，名取从拉姆巴塔（Lembata）岛出发前去进行护卫；9日日军的特设炮艇万洋丸赶到进行拖曳，名取于是单独返回安汶。当地时间09:41（东京时间11:38），名取到达距离安汶灯塔东南大约18海里处的位置。潜伏此处多日的美军潜艇遍罗鱼号在3000码距离上发射了两枚鱼雷，两发全中，虽然无一爆炸，但冲击依然对名取造成严重伤害，舰艉船体撕裂，两根推进轴断裂。09:48遍罗鱼号再度发射两枚鱼雷，这次两枚全部射失。09:51名取用主炮进行还击，并下令水上飞机投下深水炸弹，逐退了遍罗鱼号。这次遇袭名取舰上战死7人、负伤12人。陆军的救难船大隈丸在安汶协助名取进行临时修理，但1月16日和21日美军B-24轟炸機数度袭击，其中21日的空袭中一枚227公斤炸弹在右舷7-10米处的水下爆炸，船底出现进水情况，二号锅炉舱受损，20人战死。名取新舰长植田弘之介海军大佐决定此处不宜久留，于是布雷舰苍鹰的护卫下撤往望加錫，途中数次遇到空袭，都没有命中。另一边遍罗鱼号一直在萨拉扎（Salajar）海峡附近寻找战机，23日9时许遍罗鱼号再度向名取发起进攻，然而4枚鱼雷依旧全部失的。名取也用主炮应战，负责警戒的水上飞机也投放深水炸弹，而遍罗鱼号再次全身而退。名取到达望加錫后，第102工作部对受伤的艉部进行加固；27日名取又转赴新加坡进行应急修理，安装了临时舰艉和舵机。同年5月24日名取返回舞鹤进行修理，6月7日抵达，同时着手进行改装。改装工作包括拆掉了第5、第7号主炮炮塔；原7号炮塔位置改为一座127毫米双联装高射炮；舰桥顶部加装一部21号电探；近程防空火力增强到14门25毫米防空机枪（两座三联装、两座双联装、4挺单装）；舰艏加装水下听音器和接收器。
1944年4月改装作业结束，名取编入中部太平洋方面艦隊，在日本内海西部进行训练。1944年5月，名取编入第3水雷战队，从吴市往达沃市运送第126防空队。6月参加菲律賓海海戰，担任航母编队补给部队的护卫。在战斗后名取执行从菲律宾往帛琉运送物资的任务。
同年8月18日0时不久，埋伏在薩馬島以东海域的美军潜艇硬头鳟号发现了船队。硬头鳟号02:37和02:40对一艘“日本战列舰”先后发射了两批共9枚鱼雷，确认两发命中。02:40一枚Mk-23鱼雷取得第一发命中，击中左舷舰桥下方位置，摧毁了一号锅炉室，同时使得重油舱起火，舰上开始对右舷注水；不久第二批发射的Mk-18鱼雷击中右舷前主桅下方。05:40名取前甲板没入水中，7时舰长久保田智海军大佐下令弃舰，5分钟后全舰即沉入海中。
遇袭时名取舰上包括搭乘者在内超过了550人，约100人选择与舰同沉；其余幸存者分乘2艘内火艇、3艘划艇和15只救生筏等待救援。由于事发时海况恶劣，不少小艇和救生筏翻覆沉没。其中约200人登上了3艘划艇，每艘额定20人的划艇挤上了60多人。由于救援迟迟不至，22日划艇上的幸存者们用竹竿和桅杆残骸等物品做成三面帆，向菲律宾前进。23日遭遇风暴，海浪几乎掀翻了小艇。26日幸存者们发现了一架日本飞机，但这架飞机没看到海面上的小艇。27日起小艇队上陆续有人死亡。28日黄昏，小艇队似乎发现了海岸线；然而29日一整天都在下雨，小艇队再次迷失方向。30日早上，日本陆军的巡逻艇第11昭南丸终于发现了这些幸存者们，并拖回棉兰老岛的苏里高港。当天小艇上共有183人获救，其中1人在陆军医院中不治身亡。包括小艇上的183人在内，共有194人返回日本控制区；另外8月31日美国潜艇黄貂鱼号经过该海域时遇到其中一只救生筏，打捞起4名日军官兵；9月12日驱逐舰马歇尔号也救起了44人。
名取沉没时的1号艇指挥松永市郎海军大尉当时任通信长。战后松永出版过《先任将校：军舰名取短艇队归航之战》、《美国潜艇硬头鳟VS军舰名取短艇队（日语：米潜水艦ハードヘッドvs軍艦名取短艇隊）》等作品。

## 历代舰长
下表系根据《日本海軍史》第9、10卷，以及《官報》进行整理。

### 舾装长
1. 副岛庆亲 海军大佐：1922年2月16日 - 1922年9月15日

### 舰长
1. 副岛庆亲 海军大佐：1922年9月15日 - 1922年12月1日[25]
2. 森田登 海军大佐：1922年12月1日[25] - 1923年11月20日
3. 小仓泰造 海军大佐：1923年11月20日 - 1924年12月1日
4. 井上四郎 海军大佐：1924年12月1日 - 1925年11月20日
5. 加岛次太郎 海军大佐：1925年11月20日 - 1926年5月20日
6. 水城圭次 海军大佐：1926年5月20日 - 1926年11月1日
7. （兼）市来崎庆一 海军大佐：1926年11月1日 - 12月1日
8. 松本忠左 海军大佐：1926年12月1日 - 1927年8月20日
9. 津田威彦 海军大佐：1927年8月20日 - 11月15日
10. 有地十五郎 海军大佐：1927年11月15日 - 1928年8月1日
11. 日暮丰年 海军大佐：1928年8月1日 - 12月10日
12. 佐田健一 海军大佐：1928年12月10日 - 1929年11月30日
13. 小山与四郎 海军大佐：1929年11月30日 - 1930年12月1日
14. 三木太市 海军大佐：1930年12月1日 - 1931年4月5日
15. 星野仓吉 海军大佐：1931年4月5日 - 1931年12月1日
16. 坂部省三 海军大佐：1931年12月1日 - 1932年6月10日
17. （兼）後藤辉道 海军大佐：1932年6月10日 - 1932年12月1日[26]
18. 松木益吉 海军大佐：1932年12月1日 - 1933年11月15日
19. 松浦永次郎 海军大佐：1933年11月15日 - 1934年11月15日
20. 岸福治 海军大佐：1934年11月15日 - 1935年11月15日
21. 岡村政夫 海军大佐：1935年11月15日 - 1936年12月1日
22. 中原义正 海军大佐：1936年12月1日 -
23. 中尾八郎 海军大佐：1937年11月10日 -
24. 有贺武夫 海军大佐：1938年12月5日 -
25. 松原宽三 海军大佐：1939年11月15日 -
26. 山澄贞次郎 海军大佐：1940年11月15日 -
27. 佐佐木静吾 海军大佐：1941年7月28日 -
28. 猪口敏平 海军大佐：1942年7月1日 -
29. 植田弘之介 海军大佐：1943年1月20日 -
30. （兼）平井泰次 海军大佐：1943年7月20日 -
31. 久保田智 海军大佐：1944年3月18日 - 同年8月18日战死

## 同级舰
- 长良号轻巡洋舰
- 五十鈴號輕巡洋艦
- 由良号轻巡洋舰
- 鬼怒号轻巡洋舰
- 阿武隈号轻巡洋舰